# Fréchou

Fréchou este o comună în departamentul Lot-et-Garonne din sud-vestul Franței. În 2009 avea o populație de 208 de locuitori.

## Evoluția populației
| An        | 1975 | 1982 | 1990 | 1999 | 2006 | 2009 |
| --------- | ---- | ---- | ---- | ---- | ---- | ---- |
| Populație | 256  | 248  | 264  | 249  | 213  | 208  |